# Kou rou

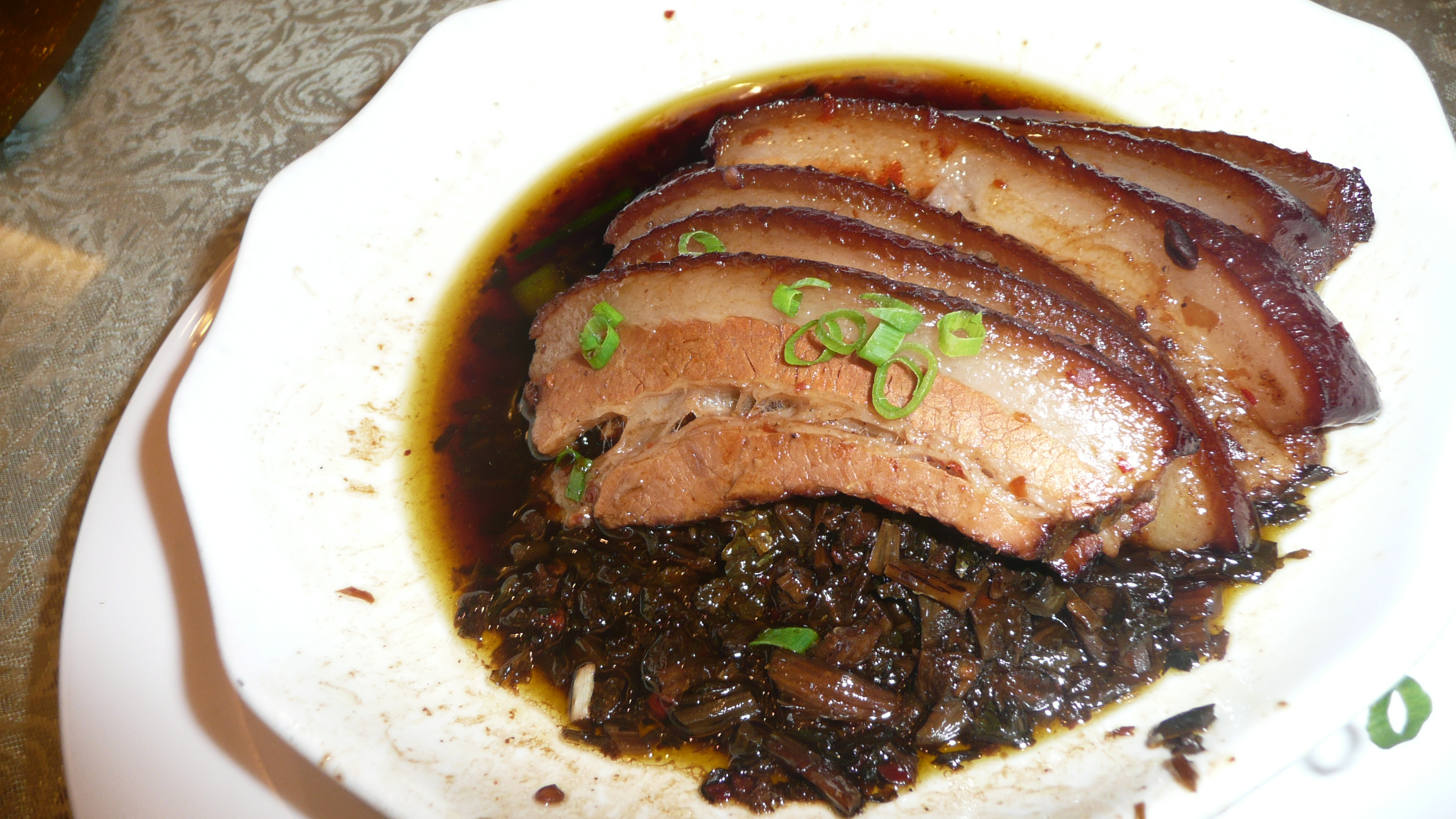
Meicai kourou.

Le kou rou (chinois : 扣肉 ; pinyin : kòu ròu ; litt. « viande couverte ») est un plat chinois, généralement à base de porc, mais parfois aussi de chèvre, cuit à la vapeur pendant plusieurs heures.
Deux célèbres variantes sont le meicai kourou (梅菜扣肉, méicài kòuròu, « kou rou à l'herbe de prunier » de la cuisine des Hakkas et le yutou kourou (芋头扣肉, yùtou kòuròu, « kou rou au taro »).
La spécialité de Liuyang, dans la province du Hunan à base de chèvre noire, est appelée kou yang rou (chinois : 扣羊肉).